# Lovšin
Lovšin je priimek več znanih Slovencev:

## Znani nosilci priimka
- Andrej Lovšin (* 1960), častnik, policist, obveščevalec in poslovnež
- Borislava Lovšin (1939–2018), psihiatrinja
- Elizabeta (Špela) Lovšin (* 1946), literatka, publicistka
- Evgen Lovšin (1895–1987), ekonomist in planinski pisec
- Fran Lovšin (1868–1910), igralec
- Franci Lovšin - Frenk, smučarski delavec
- Franjo Lovšin (1863–1931), učitelj
- Ignac Lovšin (1925–1994), agronom
- Jože Lovšin (1931–2000), forenzik, doc. MF, medicinski pisec
- Marko Lovšin (*1958), zdravnik urolog
- Nina in Tajda Lovšin, odbojakrici na mivki
- Peter Lovšin (* 1955), kantavtor, pankovski in zabavnoglasbeni pevec
- Peter Lovšin (* 1968), skavt
- Polona Lovšin (* 1973), ilustratorka in slikarka
- Polonca Lovšin, arhitektka, kiparka
- Stana Lovšin (1919–1986), operna pevka, sopranistka
- Uroš Lovšin (1957–2007), kitarist
- Vinko Lovšin (1895–1953), duhovnik, glasbeni pedagog, pevovodja, prevajalec iz poljščine